# Skägg

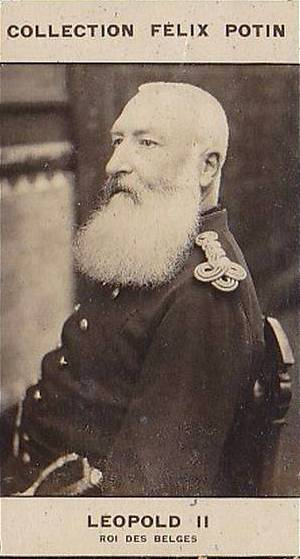
Leopold II av Belgien hade spadskägg

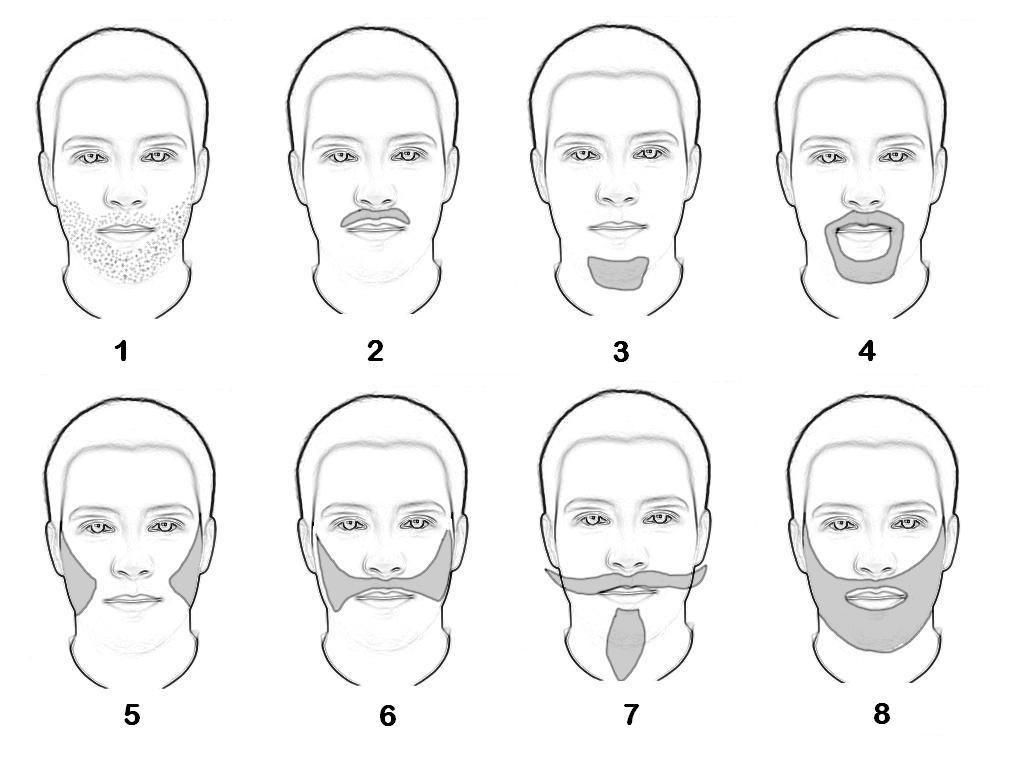
1. Eftermiddagsstubb (five-o'clock shadow); 2. Mustasch; 3. Bockskägg; 4. Henriquatre (hänglåsskägg); 5. Polisonger; 6. Kejsar-skägg/Kejserligt skägg (Kaiserlicher Backenbart); 7. Victor Emanuel-skägg (Vittorio Emanuele barba); 8. helskägg

Skägg kallas det hår som växer på en människas haka, hals och kinder. Genom historien har manliga bärare av skägg tillskrivits egenskaper som vishet, virilitet och hög status, men även brist på renlighet och elegans eller att bäraren har en lite kufisk och excentrisk läggning. Skäggväxt förekommer även bland kvinnor, men då oftast inte i lika hög grad som hos män, men det finns undantag från regeln (se hirsutism, transgender, och "Skäggiga damen").
En del religioner (till exempel islam, sikhism och judendom) påbjuder sina manliga anhängare att bära skägg. Skägg förknippas också med väsen i folktron, som dvärgar och tomtar. Skägg förekommer i talesätt som "tala ur skägget", "jämnt skägg",  "ät ägg, så får du skägg" och "sitta med skägget i brevlådan".
Skägg anses vara ett sekundärt könskarakteristikum och är starkt förknippat med manlighet. En undersökning visade att kvinnor bättre tycker om män med helskägg än om slätrakade män. Kvinnorna enligt denna studie ansåg att skäggiga män generellt sett sågs som mer sympatiska och sexigare. Detta resultat kunde förklaras dels genom att männens ansiktsdrag doldes av skägget vilket gjorde att de tillskrevs mer subjektiva egenskaper, men även studiens urval av kvinnor.
1995 utgav Magnus von Platen en samlad framställning av hur den svenske mannen fasonerat sin skäggväxt genom tiderna .

## Typer av skägg
- Franz Josef-skägg
- Getskägg
- Helskägg, heltäckande skägg
- Knävelborrar
- Mustasch
- Pipskägg, smalt skägg mitt på hakan under munnen, vanligen kombinerat med mustasch
- Polisong
- Skepparkrans
- Skäggstubb kallas strävt skägg som är någon eller några millimeter långt, eller så mycket som växer ut under ett dygn
- Spadskägg växer som ett helskägg, men är rakt avklippt en decimeter under hakan (se bild)
- Stödhjul (soul patch) är en liten skäggtofs under underläppen
- Tangorabatt, en smal mustasch ovanför läppen
- Tredagarsskägg
- Tveskägg hakskägget är avskilt i två spetsar